# مجموعه فرهنگی ورزشی اختیاریه

ساختمان اصلی مجموعه ورزشی فرهنگی ورزشی اختیاریه

مجموعه ورزشی فرهنگی ورزشی اختیاریه که آن را زمین خاکی اختیاریه نیز می نامند، از قدیمی‌ترین  مجموعه ورزشی‌های تهران و تنها زمین خاکی باقی‌مانده در منطقه شمال شهر تهران و شمیران می‌باشد. این مجموعه در ضلع جنوب شرقی میدان اختیاریه قرارگرفته‌است ، که مدیران ورزشی و فوتبالیست‌های بسیار معروفی در این مجموعه پرورش یافته‌اند.

## تاریخچه
این مجموعه جهت ورزش جوانان در سال ۱۳۳۶ توسط شخصی وقف شده‌است و تاکنون مورد استفاده بسیاری از جوانان شمال شهر تهران بوده‌است. سابقاً این مجموعه دو تیم ورزشی به نام‌های امید اختیاریه و المپ داشته و تعداد بازی زیادی در بین محلات و به صورت سطح بالا در این زمین برگزار می شده‌است.
در این زمین خاکی ستاره‌های فوتبال بسیار زیادی طبق جام‌های و بازی‌های مختلف بازی کرده‌اند و همچنین ستاره‌های زیادی از اواخر دهه ۳۰ تا اواخر دهه ۶۰ در این مجموعه رشد یافته و به فوتبال ایران معرفی شده‌اند.

## اشخاص معروفی که پرورش یافته زمین خاکی اختیاریه بوده‌اند
- حسن روشن بازیکن اسبق           تیم ملی و تاج
- امیر عابدینی مدیر عامل و بازیکن سابق پرسپولیس و مدیر عامل فعلی داماش گیلان
- اکبر محمدی بازیکن اسبق استقلال و پرسپولیس
- مهدی دینورزاده بازیکن اسبق شاهین تهران و پاس تهران
- حیدرعلی رستمی مؤسس و مدیر عامل اسبق باشگاه فتح تهران
- برادران سلیمی
- غلامحسین نوریان بازیکن اسبق تیم ملی فوتبال ایران و دارایی تهران
- ضرابی
- برادران نوروزی
- رضا بیگی

## امکانات
- زمین فوتبال
- زمین بسکتبال
- وسایل بدن‌سازی و ورزشی

## اختلاف بین افراد محلی با سپاه پاسداران بر سر مالکیت زمین
از حدود مهر ماه سال ۹۱ درگیری‌هایی بر سر تصاحب زمین بین اهالی و پیشکسوتان محل  با تعدادی از اعضا و بازنشستگان سپاه پاسداران  به وجود آمده‌است. اهالی محل با اشاره به وقفی بودن این زمین جهت امور ورزش و این که تنها زمین خاکی باقی‌مانده در شمیران می‌باشد نسبت به تبدیل آن به زمین تجاری توسط اعضا و بازنشستگان سپاه اعتراض نموده‌اند و اقدام به شعارنویسی در محله اختیاریه و نصب پلاکارد نموده‌اند.

حسن روشن در مصاحبه‌ای با روزنامهٔ خورشید اختلاف پیش آمده را به این صورت بیان می‌کند :

" یک مؤسسه وابسته به اوقاف شکل گرفته که یکسری سردار در آن می‌خواهند آن [زمین خاکی] را به تکیه‌ای که در نزدیکی زمین است متصل کنند و به قول معروف آن را بزرگ کرده و بقیه زمین را هم به فضایی تجاری تبدیل کنند. این در حالی است که در شعاع ۱۰۰ متری این زمین هم مسجد هست و هم تکیه. نمی‌دانم برای چه می‌خواهند یکی از تنها باقی‌مانده‌های فضای ورزشی  منطقه را از بین ببرند. 
باید بگویم که شهرداری حتی حاضر شد این زمین را بخرد و به یک مجموعه سرپوشیده چندمنظوره تبدیل کند، اما نمی‌دانم چرا اوقاف این را نپذیرفت و زمین را به آن‌ها واگذار نکرد! "